# جامعه اباحه‌گرا
جامعه اباحه‌گرا (Permissive society) جامعه‌ای است که هنجارهای اجتماعی در آن به صورت لیبرال می‌باشد. چنین جامعه‌ای غیر از قاعده «عدم آسیب به دیگران» مبنای دیگری برای تعیین ناهنجاری‌ها و جرایم ندارد. جامعه اباحه گرا، شکل توسعه یافته‌ای از جامعه باز است. جامعه باز مبتنی بر فلسفه سیاسی لیبرالیسم سده نوزدهم، عمدتاً آزادی‌های سیاسی و فکری را دربرمی گرفت، حال آنکه در جامعه اباحه گرا، محدوده آزادی‌ها به آزادی‌های مدنی و اخلاقی گسترش می‌یابد. چنین صورتی از جامعه بعد از جنگ جهانی دوم و به خصوص در خلال انقلاب اجتماعی دهه ۱۹۶۰ ظهور کرد.

## ویژگی‌های جوامع اباحه‌گرای مدرن
- آزادی جنسی: آزادی رفتارهای جنسی که تا پیش از آن ناهنجار یا مجرمانه تلقی می‌شد؛ نظیر همجنس‌گرایی.
- کاهش اقتدار نهاد دین و گروه‌های مذهبی همراه با افزایش عرفی‌گرایی